# Louis Alexandre de La Rochefoucauld
Pour les articles homonymes, voir La Rochefoucauld et Duc d'Anville.
 (décembre 2008).
Louis-Alexandre de La Rochefoucauld 6e duc de La Rochefoucauld, né à Paris le 4 juillet 1743 et assassiné à Gisors (Normandie) le 4 septembre 1792, est un gentilhomme et homme politique français du XVIIIe siècle. Grand seigneur de l'Ancien Régime, il joue un rôle politique au début de la Révolution française avant d'être victime des massacres de Septembre.

## Origines et famille
Louis-Alexandre de La Rochefoucauld appartient à la branche (cadette) de Roye de la maison de La Rochefoucauld, une des plus anciennes et illustres familles de la noblesse française.
Il est le fils de Jean-Baptiste de La Rochefoucauld de Roye (1709-1744), duc à brevet d'Enville en mars 1732 (tué lors de l'expédition qui porte son nom) et de Marie Louise Nicole de La Rochefoucauld (1716-1797) (fille ainée d'Alexandre 5e et dernier duc de La Rochefoucauld de la branche ainée (1690-1762).
Marié en 1762 à Louise-Pauline de Gand de Mérode puis en 1780 à sa nièce Alexandrine Charlotte de Rohan-Chabot, il n'eut pas de postérité.
Il devint en 1762 6e duc de La Rochefoucauld à la mort de son grand-père maternel, Alexandre Ier de La Rochefoucauld.

## Carrière politique
En 1767, il devient colonel et commandant du régiment de la Sarre. Il a sous ses ordres le maréchal de camp Charles Viénot de Vaublanc.
Il est un des plus chauds défenseurs de la cause américaine en France. Il est l'ami et le traducteur de Benjamin Franklin avec qui il publie les Constitutions des Treize États-Unis de l'Amérique à Paris en 1783. Il est d'autre part un passionné de sciences naturelles et un grand voyageur (Angleterre, Suède, Allemagne, Suisse, Italie, Savoie). Ami de Desmarest, Dolomieu, Saussure, Turgot, Condorcet, il est président de la Société royale de médecine et de l'Académie royale des sciences.
Il est élu député de la noblesse de Paris aux états généraux de 1789. Il fait partie du groupe des 47 députés de la noblesse qui se rallient le 25 juin 1789 au tiers état. Il propose l'article XI de la Déclaration.... de 1789, qui est adopté. Ce noble libéral est rapidement inquiet devant la tournure des événements. Il tente malgré tout de se maintenir tant bien que mal dans les rangs de la gauche de l'Assemblée constituante où il avait beaucoup d'amis et d'obligés du temps de la monarchie. Après la séparation de l'Assemblée constituante, il devient membre du directoire du département. Il s'opposa alors à Pétion ; après la journée du 10 août 1792, il donne sa démission et quitte Paris pour échapper à la colère des insurgés.
Il est arrêté à Gisors alors qu'il raccompagnait sa mère et sa femme de retour des eaux de Forges au château de La Roche-Guyon. Il est alors tué le 4 septembre 1792 par des volontaires de la Sarthe et de l’Orne, en route pour combattre les Prussiens qui venaient de prendre Verdun et qui menaient la chasse aux aristocrates. Les efforts de la municipalité et de Dolomieu qui l'accompagnait ne purent le sauver. Son cousin germain François XII de La Rochefoucauld lui succède comme 7e duc de La Rochefoucauld.

## Travaux et publications
- Relation inédite d'un voyage aux glacières de Savoie en 1762, avec introduction et notes par Lucien Raulet, Paris, Club alpin français, 1894, 40 p. Tiré à part de l' "Annuaire du Club alpin français", 1893. T. XX.
- Ernest Jouy, La correspondance du Duc de la Rochefoucauld d'Enville et de George Louis Le Sage conservée à la bibliothèque de Genève, Librairie Henri Leclerc, 1918.